# Débéré (Pobé-Mengao)
Pour les articles homonymes, voir Débéré.
Débéré est une commune située dans le département de Pobé-Mengao, dans la province du Soum, région du Sahel, au Burkina Faso.